# Ticket to Heaven
Ticket to Heaven è un brano musicale dei Dire Straits, scritto dal chitarrista e cantante Mark Knopfler. Fu distribuito come singolo solamente nei Paesi Bassi, dove raggiunse la 43ª posizione delle classifiche nel 1994.
Il testo della canzone denuncia l'ipocrisia di certi predicatori religiosi, apparentemente dediti al lusso più che alla spiritualità.